# 天囷增廿
鯨魚座84，又名BD-01 377，HD 16765、SAO 130055、HR 790，是鯨魚座的一颗恒星，视星等为5.71，位于銀經172.42，銀緯-52.68，其B1900.0坐标为赤經2h 36m 6.5s，赤緯-1° -52.68′ 15″。